# Arbizu
Arbizu település Spanyolországban, Navarra autonóm közösségben. Arbizu Etxarri Aranatz, Ergoiena és Lakuntza községekkel határos. Lakosainak száma 1108 fő (2024).

## Népesség
A település népessége az elmúlt években az alábbi módon változott:
| Lakosok száma | 922  | 963  | 1021 | 1060 | 1093 | 1117 | 1119 | 1104 | 1124 | 1108 |
|               | 2001 | 2004 | 2007 | 2009 | 2012 | 2014 | 2017 | 2019 | 2022 | 2024 |